# حلقة مقفلة الطور

شكل ١: حلقة مغلقة الطور تناظرية بسيطة.

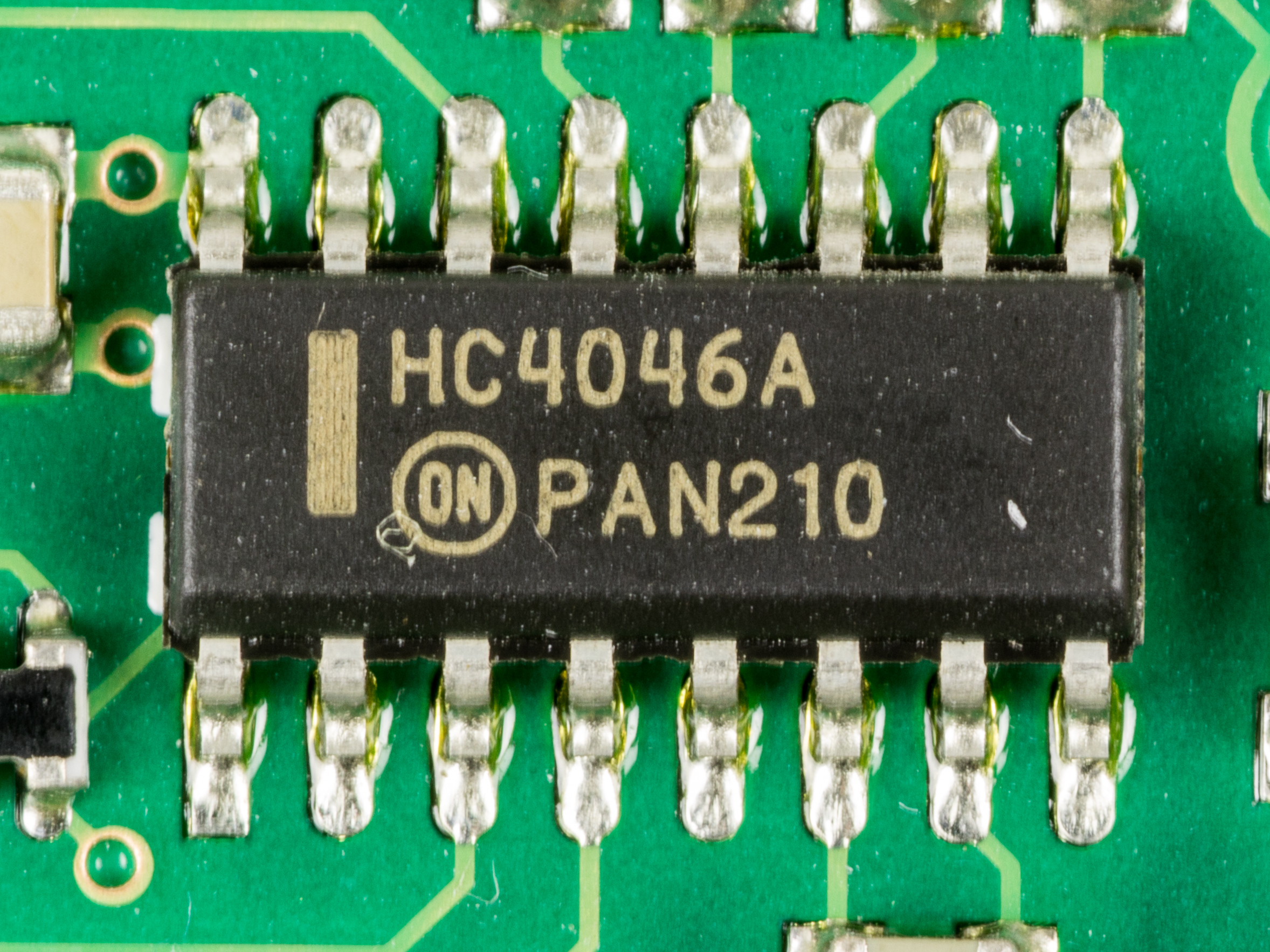
صورة دائرة متكاملة لحلقة مغلقة الطور.

الحلقة مقفلة الطور (بالإنجليزية: PLL أو Phased-Locked Loop) هي وِحدة أو نظام تحكم ينتج إشارة خارجة طورها ثابت نسبةً لطور إشارة مرجعية مُدخلة إلى النظام، حيث يُحافظ على تزامن الطور والتردد بين الإشارتين. وبدمج وِحدة مُقسِّم ترددي، يمكنها توليد تردد مُستقر مُضاعف لتردد الدخل.
تتألف الحلقة مقفلة الطور (PLL) من دائرة إلكترونية تحتوي على مذبذب محكوم الجهد (VCO) وكاشف طور (Phase Detector)، بالإضافة إلى مرشح تمرير منخفض (LPF) في معظم التصميمات.
تُستخدم هذه الخصائص في مزامنة الساعات، وفك التضمين، ومكون الترددات، ومضاعفات الساعة، واستعادة الإشارات من القنوات المشوشة. منذ 1969م، أصبحت دوائر PLL المتكاملة متاحة بترددات تبدأ من أجزاء الهرتز حتى عدة جيجاهرتز، مما جعلها مكونًا أساسيًا في الاتصالات الراديوية، وأنظمة الحواسيب (مثل توزيع إشارات التوقيت الدقيقة في المعالجات الدقيقة)، ومحولات ربط الشبكة (لدمج مصادر الطاقة المتجددة مثل الألواح الشمسية والبطاريات مع الشبكة الكهربائية)، وتطبيقات إلكترونية أخرى.

## مثال
حلقة طور مغلقة رقمية بسيطة (PLL) هي دائرة إلكترونية تتكون من مذبذب متغير التردد وكاشف الطور في تغذية رجعية (الشكل 1). يولد المذبذب إشارة دورية (Vo) بتردد يتناسب مع الجهد المُدخل، ومن هنا جاء مصطلح مذبذب محكوم الجهد (VCO). يقارن كاشف الطور بين طور إشارة الخرج من المذبذب VCO وطور إشارة الدخل المَرجعية (Vi)، ثم يُخرج جهدًا (يتم تثبيته بواسطة المرشح) لضبط تردد المذبذب بحيث يتطابق طور إشارة Vo مع طور إشارة Vi.